# The Deer’s Cry
The Deer’s Cry („Der Hirschruf“) für gemischten Chor (SATB) a cappella ist ein kurzes Chorstück von Arvo Pärt aus dem Jahr 2007. Es vertont eine Passage aus der Lorica des Heiligen Patrick und dauert je nach Aufführung etwa fünf Minuten. Das Stück ist Eric Marinitsch gewidmet, einem Freund Pärts und langjährigen Mitarbeiter der Universal Edition.

## Hintergrund
Das Chorwerk wurde von der Louth Contemporary Music Society in Auftrag gegeben. Die Anregung zum Text stammt von Louis Hughes, Prior der Black Abbey in Kilkenny. Dieses Schutzgebet soll der heilige Patrick von Irland einer Legende nach gesprochen haben, als Feinde ihm aufgelauert und seine Mönche und er sich in einem Wald versteckt hätten. Die Feinde hätten sie daraufhin nur als Hirschkuh mit ihren Kälbern gesehen.
In der verwendeten Strophe beginnt jede Zeile anaphorisch mit „Christ“ (Christus). Das lyrische Ich verdeutlicht, dass es von allen Seiten von Christus umgeben sei: mit, vor, hinter, links und rechts von mir, im Liegen, Stehen und Aufstehen. Christus möge aber auch in jeder anderen Person sein, die über das lyrische Ich denkt und spricht, es hört und sieht.
Seine Uraufführung erlebte das Stück am 13. und 14. Februar 2008 vom Staatschor Latvija unter der Leitung von Fergus Sheil zunächst in der  Peterskirche in Drogheda, dann in der Patrickskirche in Dundalk. Seitdem wird die Miniatur immer wieder von bekannten Chören aufgeführt. Weiterer Höhepunkt ist die Aufführung des Werks durch den Chamber Choir Ireland unter der Leitung von Paul Hillier, die in Áras an Uachtaráin, dem Amtssitz des irischen Präsidenten Michael D. Higgins, stattfand und am 22. Dezember 2021 auf YouTube veröffentlicht wurde.

## Musik
The Deer’s Cry stammt aus einer Spätphase, in der sich Pärt bereits von einer konsequenten Umsetzung seines Tintinnabuli-Stils abgewendet hat. Die Unerschütterlichkeit des Glaubens, die im Gebet zum Ausdruck kommt, wird durch die klare tonale Verortung in a-Moll deutlich. Die Verwendung des Gis liefert Anklänge an einen Dominantenbezug (teils etwa explizit als E7 ausgeführt).
Das Werk kann grob in drei Abschnitte unterteilt werden. Im ersten Teil, der ungefähr die Hälfte des Stücks einnimmt, stimmen Bass, Tenor und Alt zunächst eine homophone, immer wieder durch Pausen unterbrochene Meditation an, die beinahe vollständig nur auf den Worten „Christ with me“ bzw. dann „Christ in me“ basiert. Der in Takt 7 hinzukommende Sopran singt die übrigen Verse des Gebets als T-Stimme, sie verwendet also ausschließlich Töne des a-Moll-Dreiklangs. In Takt 33 (bei „Christ in the heart of every man“) wird die streng monotone Struktur durchbrochen: Der zweite Teil fügt einen leichten Kontrapunkt hinzu, wirkt aber dennoch überwiegend homophon. Im letzten, codaartigen Teil ab Takt 48 (bei „Christ in every eye that sees me“) ist die Dynamik wieder deutlich reduziert, Material der beiden Teile wird miteinander verwoben. The Deer’s Cry endet auf einem d-Moll-Akkord in der zweiten Umkehrung, dem fast 16 ausnotierte Schläge Stille folgen.